# Джованні да Верраццано
Джованні да Верраццано (італ. Giovanni da Verrazzano; фр. Jean de Verrazane;  1485 —  1528) — італійський мореплавець на французькій службі, який першим з європейців проплив уздовж східного узбережжя Північної Америки аж до Нью-Йоркської бухти і затоки Наррагансетт.

## Біографія
Належав до знатної тосканської родини. Здобувши освіту у Флоренції, Верраццано поступив на службу до французького флоту. Спочатку плавав у Середземному морі. У 1523 році за завданням уряду вирушив на пошуки західного шляху «в Китай та Японію».

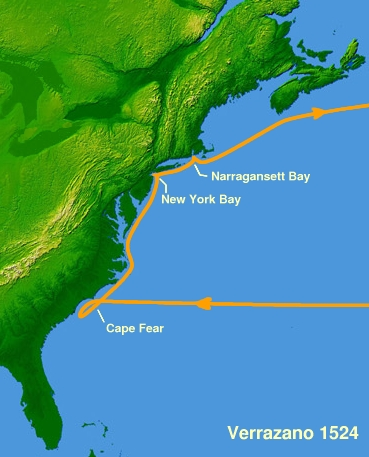
Плавання 1524 р.

На початку березня 1524 р. Верраццано на кораблі «Дофін» (що належить Жану Анго) досяг мису Страху (Північна Кароліна). Звідти повернули на північ і Верраццано першим з європейців проплив через невідомі тоді бухти і затоки Північної Америки. Закінчилося його плавання на Ньюфаундленді всього за кілька місяців до того, як ті води відвідав Ештеван Гоміш, португалець на іспанській службі.
Після повернення до Д'єппу (8 липня 1524 р.) Верраццано описав свою подорож в посланні до короля, яке, втім, рясніє неточностями.
У 1527 році плавав до Бразилії за червоним сандалом, а навесні 1528 р. разом з братом Джироламо Верраццано попрямував на дослідження Флориди та Багамських островів.
Подорожуючі кинули якір у бухті одного з антильських островів (ймовірно, Гваделупа), але після висадки на берег були перебиті вороже налаштованими тубільцями. Вважається, що Верраццано був з'їдений канібалами.

## Репутація

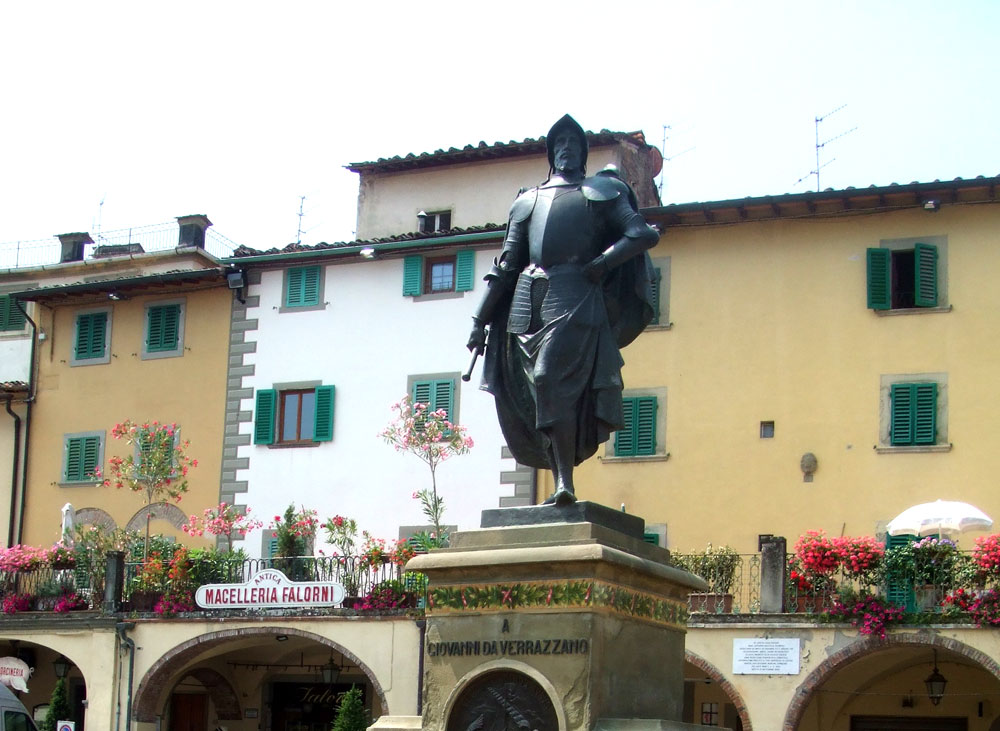
Пам'ятник у рідному місті

Щодо автентичності послання Верраццано королю довгий час точилися суперечки, адже, курсуючи уздовж східного узбережжя Америки, він не помітив ні річку Гудзон, ні Чесапікську затоку, зате біля узбережжя Кароліни знайшов неіснуюче «море Верраццано», яке з подачі його брата-картографа надовго стало атрибутом карт Америки.
Англійці не надавали значення плаванню Верраццано і намагалися зайвий раз не згадувати про нього, тому що всі відкриті ним землі він оголосив власністю французької корони. З цієї причини і в США репутація першовідкривача Нової Англії закріпилася за британцем Генрі Гуддзоном.
Тільки після другої світової війни було дещо зроблено для відновлення історичної справедливості, і ім'я Верраццано повернулося із забуття. На честь італійського мандрівника названі міст Верразано, що з'єднує Бруклін зі Стейтен-Айлендом, міст у Флоренції Понте Джованні да Верраццано, а також 2200-метровий міст через Наррагансеттську затоку. День висадки Верраццано на Стейтен-Айленд (7 квітня) відзначається в Нью-Йорку як «день Верраццано».